# Lacrosse vid olympiska sommarspelen
Lacrosse har varit en olympisk sport under två olympiska spel: 1904 och 1908. Båda gångerna spelade endast män och båda gångerna vann Kanada. Den första gången tävlade tre lag från två länder, och den andra gången tävlade endast två lag.
Sporten hölls även som demonstrationssport under olympiska sommarspelen 1928, 1932 och 1948.

## Evenemang
• = Officiell sport , (d) = Demonstrationssport
| Gren | 1904 | 1908 | 1912 | 1920 | 1924 | 1928 | 1932 | 1936 | 1948 |
| ---- | ---- | ---- | ---- | ---- | ---- | ---- | ---- | ---- | ---- |
| Män  | •    | •    |      |      |      | (d)  | (d)  |      | (d)  |

## Medaljer

### Medaljfördelning
Alla lag som deltagit har vunnit medalj. Kanada har vunnit tre av de fem medaljerna, då de representerats av tre av fem lag.
| Pl. | Nation         | Guld | Silver | Brons | Totalt |
| --- | -------------- | ---- | ------ | ----- | ------ |
| 1   | Kanada         | 2    | 0      | 1     | 3      |
| 2   | Storbritannien | 0    | 1      | 0     | 1      |
| 2   | USA            | 0    | 1      | 0     | 1      |

### Medaljörer

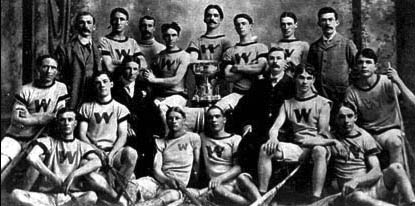
Det kanadensiska lag som tog guld 1904.

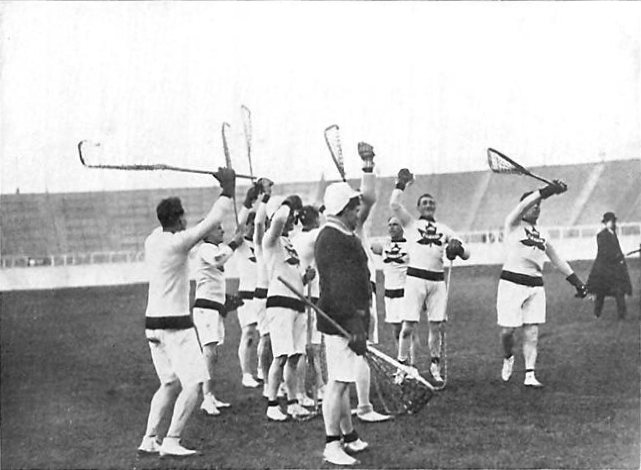
Det segrande laget 1908.

| Spel           | Guld | Silver | Brons |
| St. Louis 1904 | Kanada Winnipeg Shamrocks Élie Blanchard William Brennaugh George Bretz William Burns George Cattanach George Cloutier Sandy Cowan Jack Flett Benjamin Jamieson Stuart Laidlaw Hilliard Lyle Lawrence Pentland     | USA St. Louis Amateur Athletic Association J. W. Dowling W. R. Gibson Hugh Grogan Tom Hunter William A. Murphy William Partridge George Passmore William Passmore W. J. Ross Jack Sullivan Albert Venn A. M. Woods | Kanada Mohawk Indians Almighty Voice Black Eagle Black Hawk Flat Iron Half Moon Lightfoot Man Afraid of the Soap Night Hawk Rain in Face Red Jacket Snake Eater Spotted Tail |
| London 1908    | Kanada Frank Dixon George Campbell Gus Dillon Richard Duckett Clarence McKerrow George Rennie Alexander Turnbull Patrick Brennan John Broderick Tommy Gorman Ernest Hamilton Henry HoobinD. McLeod A. Mara J. Fyon | Storbritannien Charles Scott Eric Dutton Wilfrid Johnson Gerald Mason Johnson Parker-Smith Hubert Ramsey Norman Whitley George Alexander George Buckland Sydney Hayes Edward Jones Reginald Martin                 | Ingen - bara två lag deltog |

## Deltagande nationer

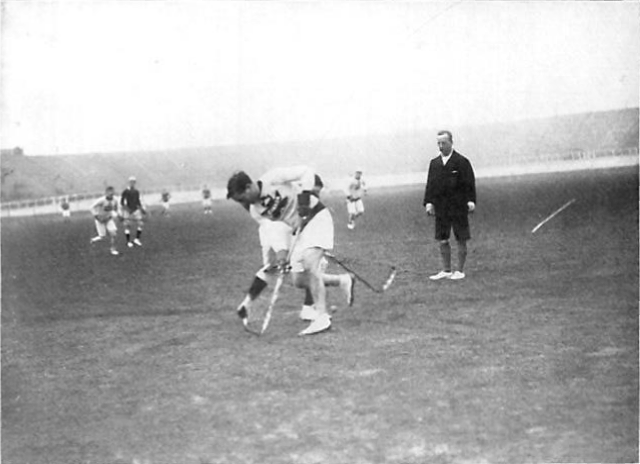
Patrick Brennan under matchen 1908.

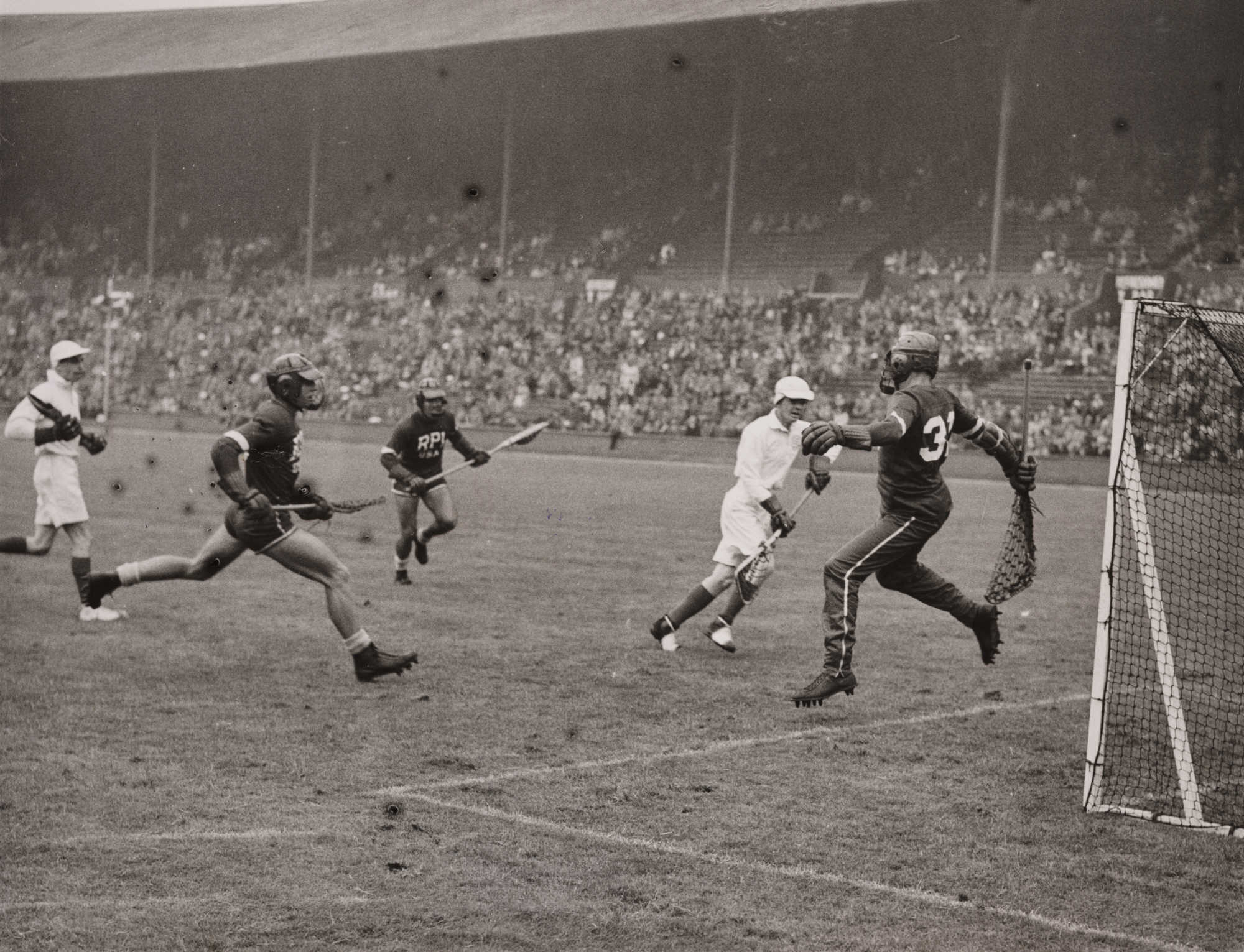
RPI Engineers möter ett engelskt all-star-lag i demonstrationsmatchen vid sommarspelen 1948.

### 1904
- Kanada (två lag)
- USA

### 1908
- Kanada
- USA

### 1928 (demonstration)
- Kanada
- Storbritannien
- USA

### 1932 (demonstration)
- Kanada
- USA

### 1948 (demonstration)
- Storbritannien
- USA